# Agim Krajka
Agim Krajka (ur. 1 maja 1937 we wsi Harizaj k. Kavai, zm. 1 marca 2021 w Tiranie) – albański kompozytor i pianista.

## Życiorys
Pochodził z rodziny związanej z amatorskim ruchem muzycznym, jego ojciec grał na skrzypcach i mandolinie. W dzieciństwie przeniósł się wraz z rodziną do Tirany. W stołecznym Domu Pioniera uczył się gry na fisharmonii. W późniejszym okresie uczył się także gry na skrzypcach i mandolinie. W 1956 rozpoczął zasadniczą służbę wojskową, występując w jednym z zespołów wojskowych. W latach 1960-1963 pracował w redakcji muzycznej Radia Tirana.
W roku 1963 rozpoczął studia z zakresu kompozycji w Państwowym Konserwatorium w Tiranie, w klasie Çeska Zadei. W czasie studiów występował jako pianista w Ludowym Zespole Pieśni i Tańca. Z tym zespołem pozostał związany do początku lat 90. pełniąc m.in. funkcję jego dyrektora. W 1991 wyjechał z Albanii i osiedlił się w USA. Tam też otworzył szkołę muzyczną dla dzieci i zagrał na akordeonie w filmie Człowiek, którego nie było.
W dorobku kompozytorskim Krajki znajdują się pieśni, utwory instrumentalne i wokalne, a także muzyka do baletu Duarartët vigjëlentë i muzyka filmowa. Część utworów powstała we współpracy z Aleko Kareco. Za swoją działalność twórczą został wyróżniony tytułem Zasłużonego Artysty (alb. Artist i Merituar) oraz Orderem Naima Frasheriego III kl. W 2018 został wyróżniony orderem Nderi i Kombit (Honor Narodu).
Był żonaty, miał dwoje dzieci. Zmarł z powodu zarażenia koronawirusem COVID-19.

## Dzieła
- 1964: Suita symfoniczna
- 1970: Fantazja na fortepian i orkiestrę symfoniczną
- 1966: Romanca na skrzypce i orkiestrę

## Muzyka filmowa
- 1969: Njësiti guerril
- 1975: Çifti i lumtur
- 1976: Zonja nga qyteti
- 1978: Në pyjet me borë ka jetë
- 1980: Dëshmorët e monumenteve
- 1980: Shoqja nga fshati
- 1981: Zemerimi i shkronjave (film animowany)
- 1984: Lundrimi i parë
- 1987: Zëvendësi i grave